# 1900年パリオリンピックのメキシコ選手団
1900年パリオリンピックのメキシコ選手団（1900ねんパリオリンピックのメキシコせんしゅだん）は、1900年5月14日から10月28日にかけてフランスの首都パリで開催された1900年パリオリンピックのメキシコ選手団、およびその競技結果。

## 概要
今大会は銅メダル1個を獲得した。

## メダル
| メダル | 選手名 | 競技 | 種目 |
| ------ | ------ | ---- | ---- |
| 銅     |        | ポロ | 男子 |